# Yoshihiro Tokugawa
Yoshihiro Tokugawa (徳川 義寛, Tokugawa Yoshihiro, 7 novembre 1906 - 2 février 1996) est une personnalité politique japonaise du milieu jusqu'à la fin du XXe siècle. Petit-fils de Tokugawa Yoshikatsu, dernier daimyo du domaine d'Owari, il est grand Chambellan du Japon de 1985 à 1988, et sert de conseiller personnel de l'empereur du Japon. Yoshihiro est connu pour avoir sauvé, lors de l'incident de Kyūjō, l'enregistrement du discours de reddition de l'empereur Hirohito de la destruction par des responsables de l'armée qui voulaient continuer la guerre.

## Source de la traduction
- (en) Cet article est partiellement ou en totalité issu de l’article de Wikipédia en anglais intitulé « Yoshihiro Tokugawa » (voir la liste des auteurs).